# Národní knihovna Tádžikistánu
Národní knihovna Tádžikistánu (tádžicky Китобхонаи миллии Тоҷикистон, rusky Национальная библиотека Таджикистана) se nachází v Dušanbe a je hlavní knihovnou v Tádžikistánu. Specializuje se na uchovávání kulturního dědictví národů Tádžické republiky. Původní knihovna byla založena v roce 1933 a od roku 1934 nesla jméno perského básníka Firdausího. V březnu 2012 byla otevřena nová budova knihovny.

## Historie
V roce 1933 byla v Dušanbe založena městská knihovna, která v roce 1934 během oslav tisíciletého výročí úmrtí perského básníka Ferdousího získala jeho jméno. V roce 1937 knihovna získala právo na povinný výtisk publikací vydávaných na území Tádžické sovětské socialistické republiky. Plánování výstavby nové budovy knihovny začalo ještě před vypuknutím druhé světové války, ale válka zahájení výstavby oddálila. Stavba byla zahájena na konci roku 1953 a dokončena byla 20. března 1954. Dne 7. května 1954 byla knihovna přejmenována z veřejné na státní. Po vyhlášení nezávislosti Tádžikistánu 9. září 1991 jí byl vládním nařízením z roku 1993 udělen status národní knihovny a oficiální název byl upraven na Firdausího národní knihovna Republiky Tádžikistán. Název organizace byl změněn 27. června 2011 na základě prezidentského dekretu na Národní knihovna Tádžikistánu.

## Knihovní fond
Knihovna se zaměřuje především na to, aby shromažďovala díla, která mají národní význam pro občany Tádžikistánu či díla od tádžických autorů, která dosáhla mezinárodního renomé. Před přesunem do nové budovy měla knihovna ve sbírkách 3 miliony svazků. Z tohoto důvodu úřady vyzvaly k darování knih do knihovny. Do konce roku 2018 knihovna shromáždila 6 milion svazků, z toho 400 tisíc elektronických dokumentů. V nové budově našla své místo i kulturní centra Německa, Koreje, Íránu, Číny a Saúdské Arábie.
Nejstarším rukopisem, který se v knihovně nachází, je Tárichi Tabarí pocházející ze 13. století.

## Nová budova knihovny

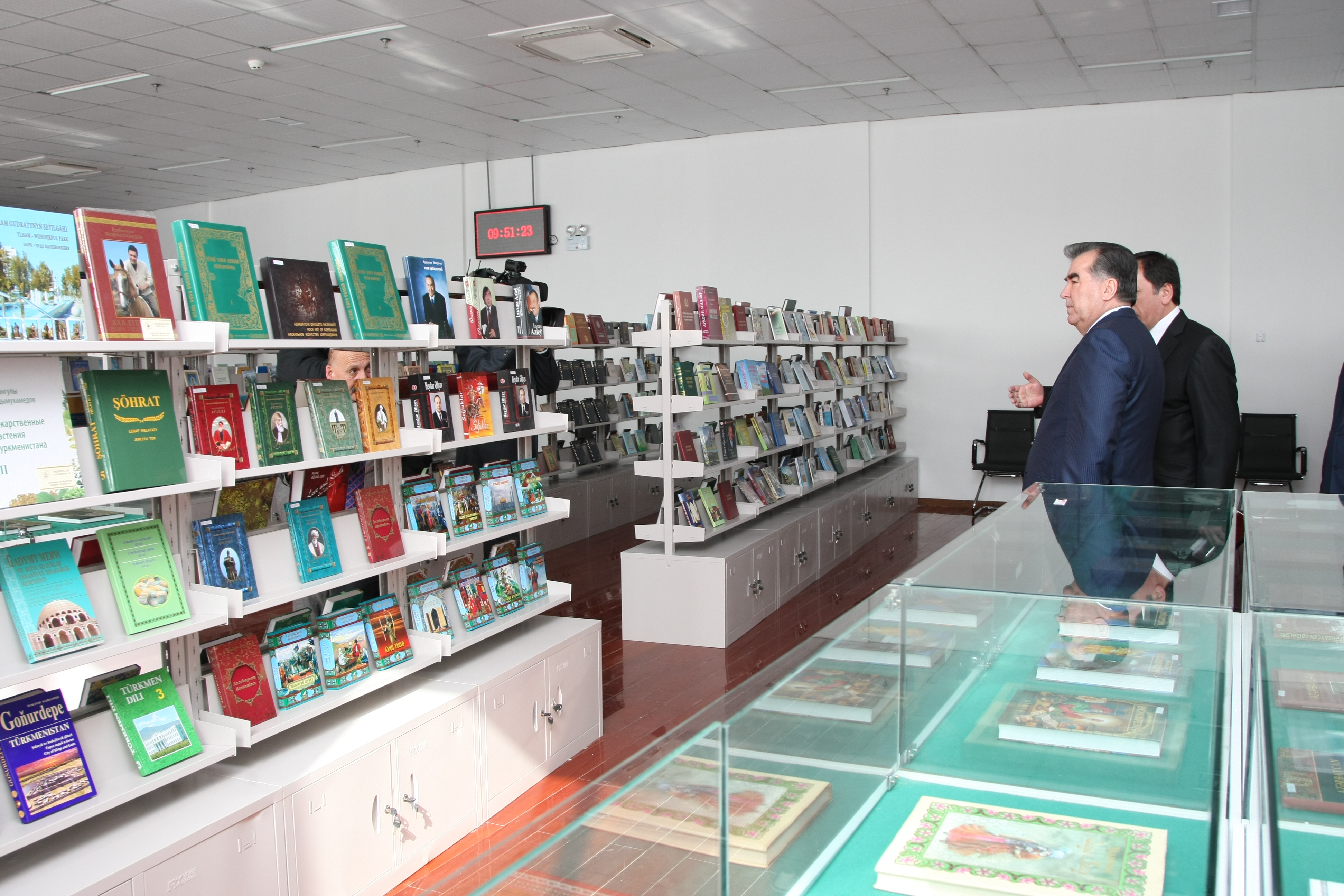
Prezident Emómalí-ji Rahmón v nové budově Národní knihovny Tádžikistánu

Výstavba nové budovy byla nutností, protože sbírky se do staré budovy již nevešly. Pro stavbu nové budovy knihovny bylo vybráno centrum Dušanbe a nachází se naproti budově parlamentu. Byla vyhlášena mezinárodní soutěž, kterou vyhrál návrh Sirodžidina Zuchuritdinova. Stavební práce řídila Správa výstavby vládních objektů Kanceláře výkonného úřadu prezidenta Republiky Tádžikistán a zhotovitelem byla čínská společnost. Budova svým vzhledem připomíná otevřenou knihu.
Stavba započala 4. září 2007 za účasti prezidenta Emómalí-ji Rahmóna. Stavba byla dokončena v roce 2012 a ve stejném roce byla knihovna uvedena do provozu. Budova na délku měří 167 metrů a vysoká je 52 metrů. Celková plocha knihovny činí 44078 m2.
Před průčelím budovy bylo umístěno 22 bust představitelů perské a tádžické kultury. Svou bustu zde má Ibn al-Mukaffa, Muhammad at-Tabarí, Rúdakí, Firdausí, Aliboron, Avicenna, Abu Bakr Rāzī, Mir Sayyid Alí Hamadání, Kamál Chudžandí, Chvádže Šamsuddín Muhammad Háfiz, Džámí, Sayyid Nasafī, Rabí’a Balkhí, Náser-e Chosrou, Omar Chajjám, Sa'dí, Džaláleddín Balchí Rúmí, Abdul-Qádir Bedíl, Ahmad Doníš, Sadriddín Ajnī, Bobodžan Gafurov a Mirzo Tursunzoda.